# جيسيكا أبيل
جيسيكا أبيل (بالإنجليزية: Jessica Abel)‏ هي كاتبة قصص مصورة أمريكية، ولدت في 15 نوفمبر 1969 في شيكاغو في الولايات المتحدة.

## وصلات خارجية
- الموقع الرسمي